# Соколов, Александр Александрович (врач)
Александр Александрович Соколов — советский врач и государственный деятель.

## Биография
Родился в 1905 году в Максатихе. Член КПСС.
Окончил медицинский факультет 1-го Московского университета.
В 1929—1930 гг. — врач-хирург в Калинине.
В 1930—1935 гг. — заведующий Удомельским районным отделом здравоохранения.
В 1935—1941 гг. — врач-хирург Калининской областной клинической больницы.
Участник Великой Отечественной войны: начальник Калининской областной станции переливания крови.
В 1944—1972 гг. — главный врач Калининской областной клинической больницы.
Под руководством Соколова областная клиническая больница была быстро восстановлена после немецко-фашистской оккупации Калинина и превращена в современное крупное многопрофильное медицинское учреждение, награждённое в 1966 году орденом Трудового Красного Знамени и ставшее базой для Центрального института усовершенствования врачей Министерства здравоохранения СССР.
Делегат XXII съезда КПСС.
Умер в 1978 году в Калинине.

## Награды
- Орден Ленина
- Орден Октябрьской Революции
- Орден Трудового Красного Знамени
- Орден Красной Звезды
- Орден Знак Почёта